# Ковасна (Ясси)
Ковасна (рум. Covasna) — село у повіті Ясси в Румунії. Входить до складу комуни Костулень.
Село розташоване на відстані 316 км на північний схід від Бухареста, 25 км на південний схід від Ясс.

## Населення
За даними перепису населення 2002 року у селі проживали 1368 осіб, усі — румуни. Усі жителі села рідною мовою назвали румунську.